# Ussel (Fluss)
Die Ussel ist ein Fluss von fast 35 Kilometern Länge durch die südliche Frankenalb, der nach überwiegend südöstlichem Lauf südöstlich von Rennertshofen-Stepperg von links in die Donau mündet.

## Name
Die Ussel wurde erstmals im Jahr 1290 („apud Vrssulam“) urkundlich erwähnt. Der Name könnte auf eine indogermanische Wortwurzel *urs- mit der ungefähren Bedeutung „feucht, Feuchtigkeit“ zurückgehen.

## Geographie

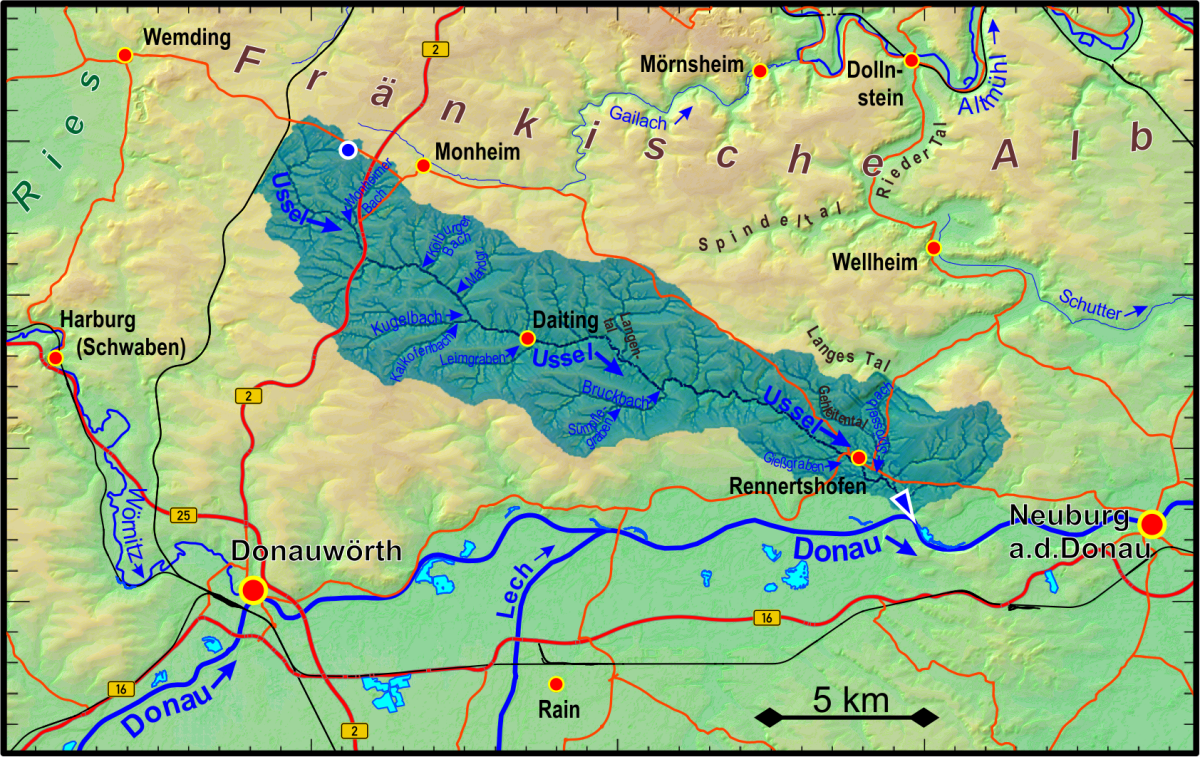
Einzugsgebiet der Ussel

### Verlauf
Die Quelle der Ussel, die ein Gewässer zweiter Ordnung ist, liegt an der Staatsstraße 2214, am Westrand des Waldes Sändle etwa zweieinhalb Kilometer westnordwestlich der Ortsmitte von Monheim im Landkreis Donau-Ries im bayerischen Schwaben. Von hier an fließt sie zunächst in einem Bogen nach Westen um dessen Ortsteil Flotzheim herum und dann in fortlaufend tieferem, teils an den Hängen bewaldetem Tal recht beständig nach Südosten. Am Ufer liegen nacheinander die Orte Itzing, Hochfeld, Daiting, Gansheim, Trugenhofen, Rennertshofen und zuletzt Stepperg, worauf sie kurz nach dem Stepperger Schloss unter dem Mausoleum auf dem Antoniberg von links in die Donau mündet.

### Zuflüsse
Liste der direkten Zuflüsse von der Quelle zur Mündung. Teils mit Gewässerlänge, Einzugsgebiet und Höhe. Andere Quellen für die Angaben sind vermerkt.
Auswahl.
- Monheimer Bach, von links auf etwa 466 m ü. NHN vor Monheim-Itzing
- Bonetbach, von rechts auf etwa 459 m ü. NHN gleich nach Itzing
- Kölburger Bach, von links auf etwa 454 m ü. NHN gegenüber Nonheim-Kölburgmühle
- Mahdgraben, von links auf etwa 446 m ü. NHN in Daiting-Hochfeld
- Kugelbach, von rechts auf etwa 441 m ü. NHN nach Hochfeld, 3,4 km und 8,7 km².
- Leimgraben, von rechts auf etwa 433 m ü. NHN in Daiting, 3,8 km und 5,6 km².
- Hintergartgraben, von links auf etwa 430 m ü. NHN nach Daiting-Nachermühle
- Bruckbach, von rechts auf etwa 417 m ü. NHN nach Rennertshofen-Gansheim, 6,2 km mit Oberlauf Sulzgraben und 9,3 km².
- Gießgraben, von rechts auf etwa 391 m ü. NHN gegenüber Rennertshofen
- Sprösselbach, von links auf etwa 386 m ü. NHN bei Rennertshofen-Sprößlmühle, 3,6 km und 11,3 km².
- (Nördlicher Donau-Altarm), von rechts auf etwa 385 m ü. NHN weniger als 200 Meter vor der Mündung

### Orte
Orte und Siedlungsplätze am Lauf mit ihren Zugehörigkeiten. Nur die Namen tiefster Schachtelungsstufe bezeichnen Siedlungsanrainer.
Landkreis Donau-Ries
- Stadt Monheim
  - (zunächst keine Besiedlung am Lauf)
- Gde. Fünfstetten
  - Nußbühl (Kirchdorf, mit Abstand rechts)
- Stadt Monheim
  - Itzing (Kirchdorf, überwiegend rechts)
  - Kölburgmühle (zu Kölburg, rechts)
- Gde. Daiting
  - Hochfeld (Kirchdorf, links)
  - Daiting (Pfarrdorf)
  - Nachermühle (Einöde)
- Gde. Marxheim
  - Gansheim (Kirchdorf)
  - Boschenmühle (Einöde, rechts)

Landkreis Neuburg-Schrobenhausen
- Markt Rennertshofen
  - Störzelmühle (Einöde, links)
  - Trugenhofen (Pfarrdorf)
  - Gallenmühle (Fuchsmühle) (Einöde, links)
  - Rennertshofen (Hauptort, links)
  - Hatzenhofen (Dorf, links)
  - Sprößlmühle (Einöde, links)
  - Hundertthalermühle (Einöde, links)
  - Stepperg (Pfarrdorf, links) mit Schloss Stepperg

### BayernAtlas („BA“)
Amtliche Online-Gewässerkarte mit passendem Ausschnitt und den hier benutzten Layern: Lauf und Einzugsgebiet der Ussel

Allgemeiner Einstieg ohne Voreinstellungen und Layer: BayernAtlas der Bayerischen Staatsregierung (Hinweise)
1. 1 2 3  Höhe abgefragt auf dem Hintergrundlayer Amtliche Karte (Rechtsklick).

### Gewässerverzeichnis Bayern („GV“)
1. 1 2  Länge nach: Verzeichnis der Bach- und Flussgebiete in Bayern – Flussgebiet Lech bis Naab, Seite 23 des Bayerischen Landesamtes für Umwelt, Stand 2016 (PDF; 2,9 MB) (Seitenzahl kann sich ändern.)
2. 1 2  Einzugsgebiet nach: Verzeichnis der Bach- und Flussgebiete in Bayern – Flussgebiet Lech bis Naab, Seite 23 des Bayerischen Landesamtes für Umwelt, Stand 2016 (PDF; 2,9 MB) (Seitenzahl kann sich ändern.)

### Sonstige
1. ↑  Ralph Jätzold: Geographische Landesaufnahme: Die naturräumlichen Einheiten auf Blatt 172 Nördlingen. Bundesanstalt für Landeskunde, Bad Godesberg 1962. → Online-Karte (PDF; 3,9 MB)
2. ↑  Albrecht Greule: Deutsches Gewässernamenbuch. Walter de Gruyter, Berlin / Boston 2014, ISBN 978-3-11-057891-1, S. 557, „Ussel“ (Auszug in der Google-Buchsuche).